# Tribufos
Tribufos je hemijsko jedinjenje iz grupe estara tiofosforne kiseline. Patentirala ga je Pittsburgh Coke And Chemical Company 1960. godine.

## Ekstrakcija i prezentacija
Tribufos se može dobiti tio-alkilacijom fosfor trihlorida sa 1-butantiolom i vodonik peroksidom.

## Upotreba
Tribufos se koristi kao defoliant u uzgoju pamuka. Pored toga, deluje kao sinergist tako što inhibira esteraze.
EU komisija je odlučila da Tribufos ne uvrsti na listu dozvoljenih aktivnih sastojaka za sredstva za zaštitu bilja 2002. godine. Ni u Švajcarskoj nisu odobreni pesticidi koji sadrže ovaj aktivni sastojak.